# Memorial de Ippolito Merenda
O Memorial de Ippolito Merenda é uma escultura confeccionada pelo artista italiano Gian Lorenzo Bernini entre 1636 e 1638. Junto com o monumento para Alessandro Valtrini, esta obra representou uma nova abordagem para os monumentos funerários, caracterizada por inscrições arrastadas por uma figura representando a morte. A escultura encontra-se na Igreja de São Tiago em Lungara, em Roma.
Ippolito Merenda era de Cesena, na região de Emília-Romanha. Quando morreu, em 1636, deixou uma herança para a Igreja de São Tiago (cerca de 20 000 escudos romanos). Como agradecimento, um dos sobrinhos do então papa Urbano VIII, cardeal Francesco Barberini, encomendou o monumento à Bernini.